# تسمية أوروبا

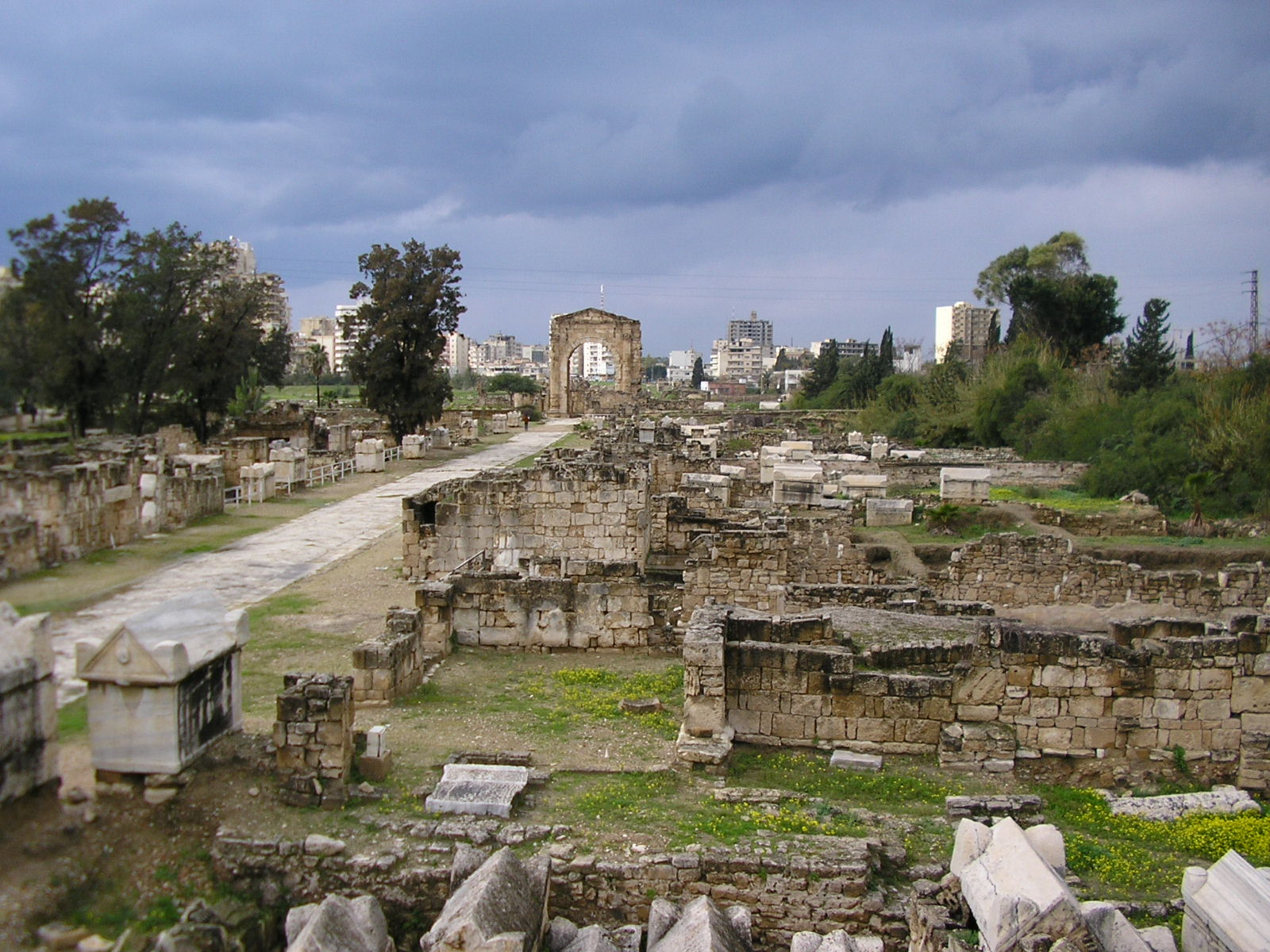
مدينة صور اللبنانيّة؛ حيث ولدت الأميرة الفينيقية أوروبا حسب الميثولوجيا اليونانية.

في الميثولوجيا اليونانية، أوروبا هي ابنة آجينور ملك صور الفينيقي (ما يسمى في يومنا هذا لبنان)، وقيل أن القارة الأوروبية سميت على إسمها.
يعود مفهوم أوروبا ككيان ثقافي وجغرافي وسياسيّ موحّد إلى الإمبراطورية الرومانية بدايًة والمسيحية بشكل خاص، حيث كانت المسيحية من أسس وأركان القاعدة الثقافية الأوروبية وفي مناسبات محددة كانت الركن الوحيد للهوية الأوروبية، خاصًة عندما سعت الكنيسة الرومانية الكاثوليكية لبسط نفوذها الثقافي ومن ثم السياسي على الغرب الأوروبي، فالأممية المسيحية أو مفهوم العالم المسيحي ظلت قوة سياسية ودافعًا فكريًا وعقائديًا وسياسيًا أثّر مباشرةً على مسيرة السياسية الأوروبية، بل إنه أصبح لب فكرة «المفهوم الغربي»، وقام بإستبدال المفهوم الجغرافي الأوروبي الضيق أو الروماني المحدود وأصبح يمثل شرعية جديدة بدأت تترسخ داخل الشعوب الأوروبية والوجدان السياسي فيها، وأصبح هذا المفهوم يمثل الشرعية السياسية والدينية على حد سواء.

## اُنظر أيضًا
- أصل تسمية إسبانيا.
- تسمية فرنسا.